# Catedral metropolitana de Juiz de Fora
La Catedral Metropolitana de Juiz de Fora es una iglesia católica ubicada en la ciudad de Juiz de Fora, en el país sudamericano de Brasil. Es la sede de la arquidiócesis de Juiz de Fora, cuya jurisdicción abarca 37 municipios de la zona de Mata Mineira, y es el templo oficial del Arzobispo Metropolitano Gil Antonio Moreira, que alberga los principales y más solemnes eventos y celebraciones de la Iglesia Católica en la región.
La catedral se encuentra bajo la administración del párroco y vicario general de la archidiócesis, monseñor Luiz Carlos de Paula; cuatro vicarios parroquiales, los sacerdotes Antônio Pereira Gaio, Danilo Celso de Castro, Fransergio García y Welington Nascimento de Souza; dos diáconos permanentes, Ruy Figueiredo Neves y Waldeci Silva.